# Luthrodes
Genre
Luthrodes est un genre de lépidoptères de la famille des Lycaenidae et de la sous-famille des Polyommatinae.

## Systématique et phylogénie
Le genre Luthrodes a été décrit par l'entomologiste britannique Hamilton Herbert Druce (en) en 1895.
Son espèce type est Polyommatus cleotas Guérin-Méneville, [1831].
Ce genre est classé dans la famille des Lycaenidae, la sous-famille des Polyommatinae et la tribu des Polyommatini.
Luthrodes était naguère traité comme un synonyme de Chilades, mais des études de phylogénétique moléculaire ont montré que ces deux lignées ont divergé il y a environ 6 millions d'années, conduisant à les considérer comme deux genres distincts. 
Le nom Luthrodes Druce, 1895 a les synonymes juniors subjectifs suivants :
- Edales Swinhoe, 1910 — (espèce type : Lycaena pandava Horsfield, [1829])
- Lachides Nekrutenko, 1984 — (espèce type : Lycaena galba Lederer, 1855)

## Liste des espèces
Selon Funet :
- Luthrodes boopis (Fruhstorfer, 1897) — Indonésie.
- Luthrodes buruana (Holland, 1900) — Indonésie.
- Luthrodes cleotas (Guérin-Méneville, [1831]) — Nouvelle-Guinée, Nouvelles-Hébrides, îles Salomon et îles environnantes.
- Luthrodes mindora (C. & R. Felder, [1865]) — Philippines.
- Luthrodes pandava (Horsfield, [1829]) — de l'Inde à l'Indonésie.
- Luthrodes peripatria (Hsu, 1980) — Taïwan.
- Luthrodes galba (Lederer, 1855) — de l'Asie mineure à l'Inde et à l'Asie centrale.
- Luthrodes contracta (Butler, 1880) — Iran, Inde, Asie centrale.
- Luthrodes ella (Butler, 1881) — Asie centrale.

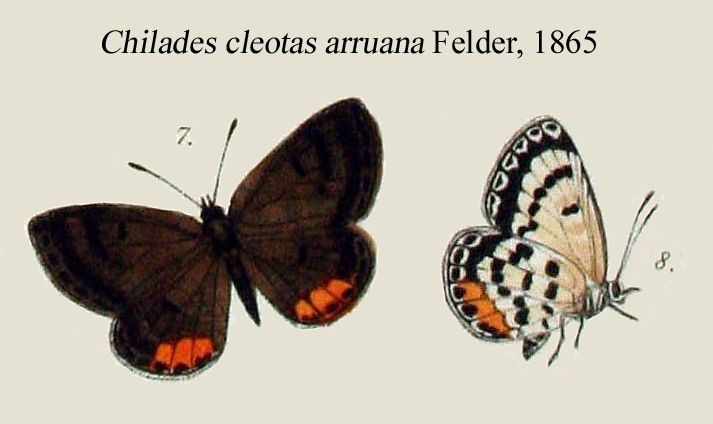
Luthrodes cleotas
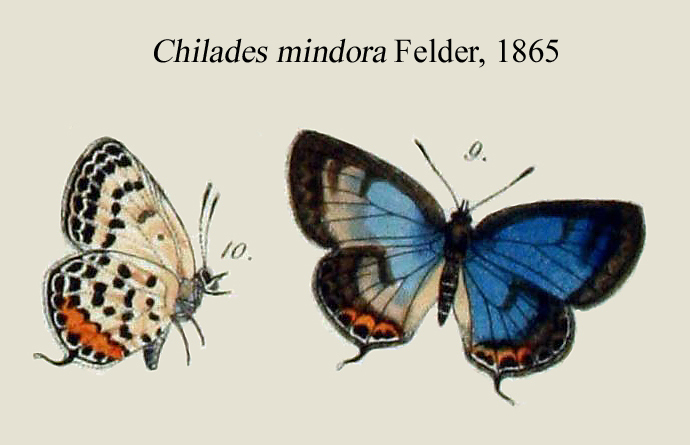
Luthrodes mindora
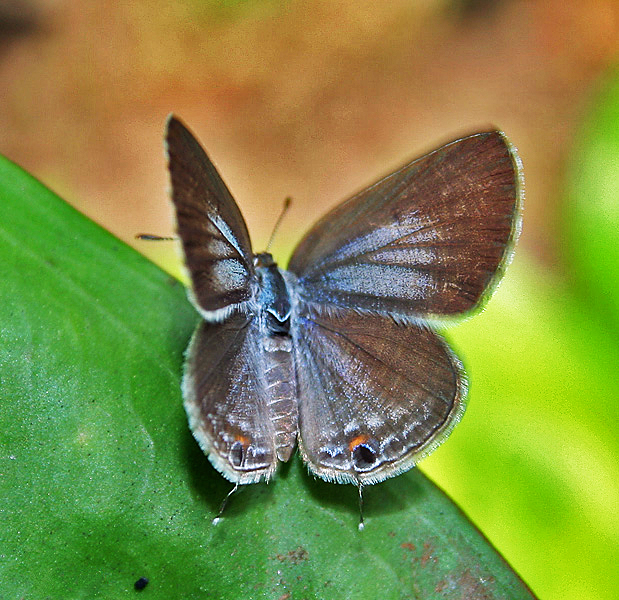
Luthrodes pandava
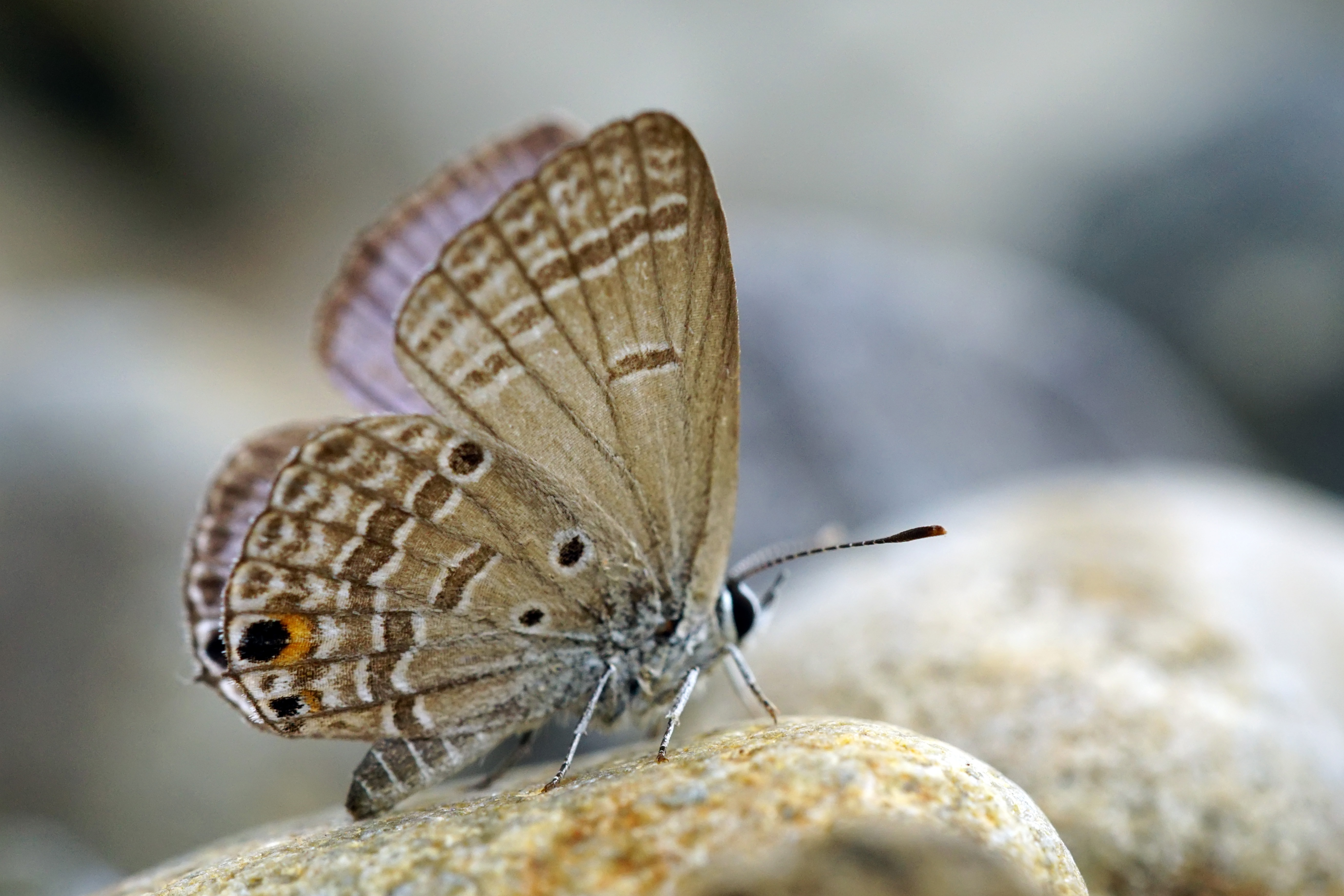
Luthrodes peripatria
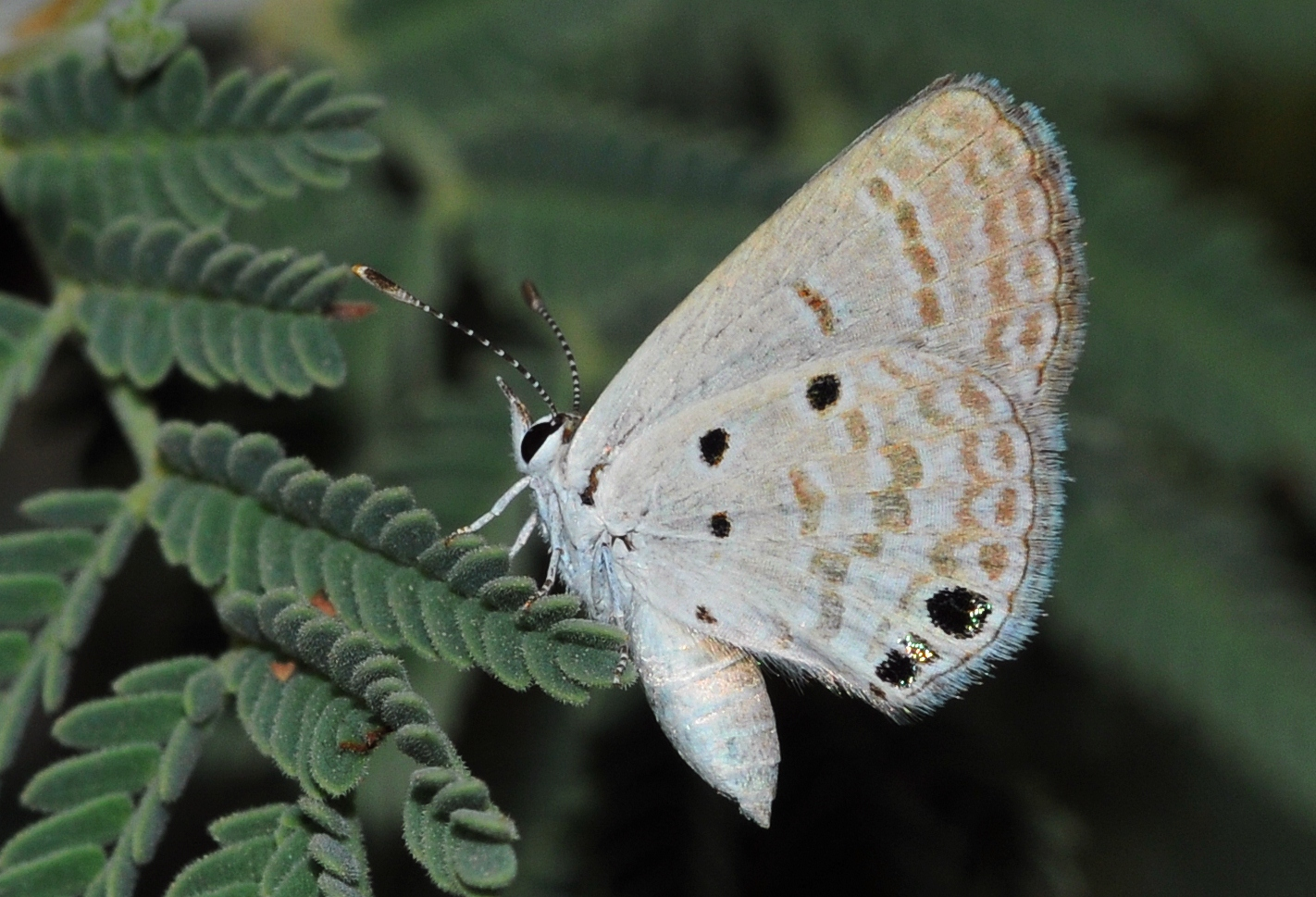
Luthrodes galba
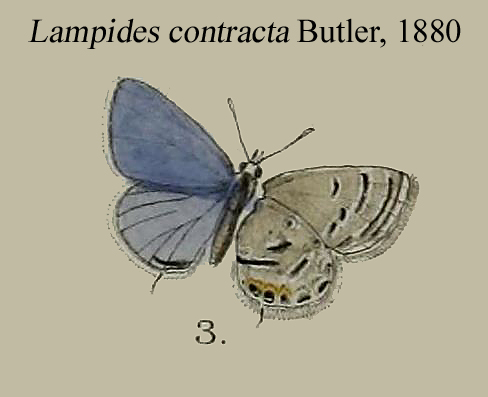
Luthrodes contracta